# Oryctes augias
Oryctes augias är en skalbaggsart som beskrevs av Olivier 1789. Oryctes augias ingår i släktet Oryctes och familjen Dynastidae. Inga underarter finns listade i Catalogue of Life.